# VSA (Kennedy Center)
VSA è un'organizzazione internazionale sull'arte, l'istruzione e la disabilità, che fu fondata nel 1974 dall'ex ambasciatore americano in Irlanda Jean Kennedy Smith, e ha sede a Washington, D.C. Nel 2011, VSA divenne il Dipartimento di VSA e Accessibilità al John F. Kennedy Center for the Performing Arts. Lo scopo della VSA, che iniziò come Very Special Arts, è quello di "fornire alle persone di tutte le età che vivono con disabilità l'opportunità di imparare, partecipare e godere delle arti." Un obiettivo primario è di dare un'opportunità di educare all'arte i giovani con disabilità e "promuovere l'inserimento delle persone con disabilità nelle arti, istruzione e cultura in tutto il mondo." Ogni anno le persone di tutte le età e abilità partecipano ai programmi della VSA, che coprono tutti i generi di musica artistici, danza, arti visive, teatro e arti letterarie. Questo si realizza attraverso una rete di filiali in 52 paesi e organizzazioni statali VSA in tutta l'America.
Il 28 settembre 2005 il Consiglio di fondazione del Kennedy Center e il Consiglio di Amministrazione di VSA Arts, come era conosciuta l'organizzazione all'epoca, annunciò la loro formale affiliazione, con effetto dal 3 ottobre 2005. Lo scopo dichiarato di questa operazione era quello di "consentire ad entrambe le aziende di ampliare e rafforzare i loro programmi di educazione alle arti per servire al meglio i bambini, le famiglie e tutte le persone con disabilità in tutto il mondo." Altri motivi citati erano quelli di consentire la condivisione delle risorse e la programmazione tra le due organizzazioni. L'affiliazione diventò una fusione completa nel 2011.

## Principi e filosofia
I quattro principi che guidano VSA sono i seguenti:
- Ogni giovane persona disabile merita l'accesso alle esperienze di apprendimento delle arti di alta qualità.
- Tutti gli artisti nelle scuole ed educatori all'arte devono essere preparati per comprendere gli studenti disabili nel loro corso di istruzione.
- Tutti i bambini, giovani e adulti con disabilità dovrebbero avere accesso completo ai servizi e alle attività culturali.
- Tutte le persone con disabilità che aspirano a una carriera nelle arti dovrebbero avere l'opportunità di sviluppare competenze adeguate.[5]

Inoltre affermano che 

## Programmi più importanti
Ogni anno la VSA sponsorizza molti programmi importanti come il "Programma Internazionale Giovani Solisti", il programma "Scoperta Drammaturghi", Appello per l'arte dei bambini, stage in tutta la nazione per gli studenti con disabilità. L'invito della VSA/VW per il programma di arte offre un'opportunità espositiva agli artisti emergenti visivi degli Stati Uniti, con disabilità, in età 16-25 di cui $ 60.000 di premi in denaro (tra i più elevati della nazione) con 20.000 $ al primo premio.
La fondatrice della VSA Jean Kennedy Smith è co-autrice di un libro con George Plimpton intitolato Chronicles of Courage: artisti molto speciali, che fu pubblicato da Random House nell'aprile 1993. Questo libro di 272 pagine descrive 16 artisti con disabilità che hanno discusso di come la partecipazione alle arti ha cambiato le loro vite in modo positivo.

## Artisti di spicco
Molti artisti degni di nota sono stati direttamente coinvolti con VSA o l'hanno supportata. Quelli con disabilità sono il pittore Chuck Close, lo scultore Mark Di Suvero, il regista teatrale Jack Hofsiss, il musicista Tony Meléndez, l'attore e regista Howie Seago, l'artista del vetro Dale Chihuly, il violinista Itzhak Perlman e molti altri. L'attrice premio Oscar Marlee Matlin ha scritto e pubblicato un seguito al suo romanzo Deaf Child Crossing, intitolato Nobody's Perfect, che è stato messo in scena al Kennedy Center, in collaborazione con le VSA arti nell'ottobre 2007.

## Cambi di nome
La VSA e il suo nome si sono evoluti da quando l'organizzazione è stata fondata. L'organizzazione è stata e continua ad essere all'avanguardia nel settore delle arti e della disabilità. VSA ha svolto un ruolo significativo nel corso degli anni nel cambiare gli atteggiamenti della società verso le persone con disabilità. Con questo cambiamento, l'organizzazione ha regolarmente esaminato la propria identità per garantire che essa sia coerente con i comportamenti ed il linguaggio attuali utilizzati dalla comunità dei disabili. L'organizzazione ha iniziato nel 1974 come Comitato Nazionale - Arte per gli Handicappati, poi nel 1985 è diventato Very Special Arts. Questo cambiò in VSA arts nel 1999 e semplicemente VSA nel 2009.
Due anni più tardi, nel 2011, VSA e l'Ufficio del Kennedy Center per Accessibilità si sono fusi, diventando il Dipartimento di VSA e Accessibilità al John F. Kennedy Center for the Performing Arts.